# إف إتش إم
إف إتش إم (بالإنجليزية: FHM أو For Him Magazine)‏ هي مجلة شهرية دولية، اشتهرت بإصدارها نسخة أكثر 100 امرأة جاذبية والتي تشمل عارضات أزياء، ومقدمات برامج تلفزيونية، ونجوم الواقع ومغنيات.

## التاريخ
بدأ نشر المجلة في 1985 في المملكة المتحدة تحت اسم For Him ثم تغير اسمها لـFHM في 1994 عندما اشترت شركة (EMAP) المجلة، رغم ذلك الاسم الكامل (For Him Magazine) ظل يكتب على ظهر كل عدد.

## وصلات خارجية
- الموقع الرئيسي